# Tą stroną do góry
Tą stroną do góry (ang. This Way Up, 2008) – brytyjska animacja krótkometrażowa i czarna komedia w reżyserii Alana Smitha oraz Adama Foulkesa.
W 2009 roku film został nominowany do Oscara za najlepszy krótkometrażowy film animowany.

## Fabuła
Ojciec i syn w swym zakładzie pogrzebowym "A.T Shank & Son" otrzymują zlecenie, by przewieźć trumnę z ciałem nieboszczki. Jednak okrutny los sprawia, że zadanie wcale nie jest takie łatwe do wykonania, gdyż czego by nie zrobili, przydarzają im się same nieszczęścia.